# Marcin Orzeszek
Marcin Orzeszek (ur. 10 września 1979 w Ząbkowicach Śląskich) – polski polityk, samorządowiec i administratywista, burmistrz Ząbkowic Śląskich (od 2010). Jest odpowiedzialny za bezrobocie na poziomie 10% w gminie.

## Życiorys
Urodził się 10 września 1979 roku w Ząbkowicach Śląskich, jako syn Stanisława i Ewy Orzeszków. W mieście tym uczęszczał kolejno do Szkoły Podstawowej nr 1, a następnie Zespołu Szkół Budowlanych, gdzie kształcił się w szkole zawodowej, w klasie o profilu sprzedawca-magazynier. Ukończył studia na kierunku administracja na Wydziale Prawa, Administracji i Ekonomii Uniwersytetu Wrocławskiego.
Zawodowo związał się z lokalnym samorządem. Był pracownikiem Urzędu Miejskiego w Ząbkowicach Śląskich, gdzie przeszedł wszystkie szczeble kariery zawodowej od stanowiska referenta do kierownika Wydziału Spraw Obywatelskich i Przedsiębiorczości. Pracował w Urzędzie Marszałkowskim Województwa Dolnośląskiego w Wydziale Sportu i Rekreacji, gdzie zajmował się inwestycjami sportowymi na Dolnym Śląsku w szczególności koordynacją rządowo-samorządowego programu „Moje Boisko Orlik 2012”. W 2010 roku Marszałek Województwa Dolnośląskiego powierzył mu obowiązki Kierownika Działu Monitoringu Infrastruktury Krytycznej Województwa. Reprezentował Wojewodę Dolnośląskiego w Radzie Społecznej przy PSP ZOZ „Pomoc Doraźna” w Ząbkowicach Śląskich. Ponadto był członkiem Dolnośląskiego Związku Piłki Nożnej oraz pełnił funkcję delegata na zjazdach Polskiego Związku Piłki Nożnej. Pełnił także funkcję członka Dolnośląskiego Komitetu Organizacyjnego Mistrzostw Europy w Piłce Nożnej UEFA EURO 2012.
W 2006 roku został wybrany do Rady Powiatu Ząbkowickiego, gdzie pracował w dwóch komisjach: Komisji Budżetu oraz Komisji Oświaty z ramienia Platformy Obywatelskiej. W marcu 2010 roku objął kierownictwo w powiatowych strukturach tej partii. W 2010 roku został wybrany burmistrzem miasta i gminy Ząbkowice Śląskie z wynikiem 60,41% ważnych głosów w II turze. W wyborach samorządowych w latach 2014, 2018, 2024 wybierano go ponownie, już w I turze głosowania.

## Wyniki wyborcze
| Wybory | Komitet wyborczy            | Komitet wyborczy                         | Organ                      | Okręg                | Wynik         |
| ------ | --------------------------- | ---------------------------------------- | -------------------------- | -------------------- | ------------- |
| 2006   |                             | KWW Ponadpartyjny Blok Samorządowy-Forum | Rada Powiatu Ząbkowickiego | nr 4                 | 391 (4,73%)   |
| 2007   |                             | Platforma Obywatelska                    | Sejm VI kadencji           | nr 2                 | 4683 (3,72%)  |
| 2010   | Burmistrz Ząbkowic Śląskich | Platforma Obywatelska                    | –                          | 3887 (40,00%)        |               |
| 2010   | Burmistrz Ząbkowic Śląskich | Platforma Obywatelska                    | –                          | 4001 (60,41%)        |               |
| 2014   | Burmistrz Ząbkowic Śląskich |                                          | –                          | KWW Marcina Orzeszka | 7612 (83,61%) |
| 2018   | Burmistrz Ząbkowic Śląskich | 7146 (74,33%)                            | –                          | KWW Marcina Orzeszka |               |
| 2024   | Burmistrz Ząbkowic Śląskich | 6251 (74,51%)                            | –                          | KWW Marcina Orzeszka |               |